# 荒牧草平
荒牧 草平（あらまき そうへい、1970年2月 - ）は、日本の教育学者・社会学者である。現在大阪大学大学院人間科学研究科教授。専門は教育社会学、教育学、学校教育学。

## 来歴・人物[2]
- 1970年2月　千葉県で出生
- 1993年3月　大阪大学人間科学部人間科学科卒業
- 1999年3月　大阪大学大学院人間科学研究科教育学科修了　（博士課程）
- 1999年4月～2004年9月　大学入試センター研究開発部試験評価解析研究部門助手
- 2004年10月～2007年3月　群馬大学教育学部学校教育講座教育専攻助教授
- 2007年4月～　群馬大学教育学部学校教育講座教育専攻准教授
- 2010年10月〜九州大学大学院人間環境学研究院准教授
- 2016年4月〜日本女子大学人間社会学部教育学科准教授
- 2018年4月〜同，教授
- 2022年4月〜現職

## 専門分野
教育社会学（心理学・社会学・教育学・文化人類学）
- 教育達成過程の趨勢分析

家庭背景や学校教育制度の違いによる教育機会の不平等を調査データから実証的に把握するとともに、客観的な不平等と個人の主観的な進路選択との関連や、不平等が生み出される過程を説明する理論について研究している。

## 著書・論文

### 著書
（単著）
- 『学校生活と進路選択―高校生活の変化と大学・短大進学―』 （尾嶋史章編著『現代高校生の計量社会学』ミネルヴァ書房、2001年）
- 『高校生にとっての職業希望』 （尾嶋史章編著『現代高校生の計量社会学』 ミネルヴァ書房、2001年）

（共著）
- 『日本の階層システム 3 戦後日本の教育社会』 （東京大学出版会　2000年）

### 論文
- 『大学進学機会の地域間格差に関する時系列的研究』　「大阪大学教育学年報」 （大学・研究所等紀要 、1996年）
- 『高校間格差の変容過程に関する実証的研究-戦後の進学率変動との関連に注目して-』　『大阪大学教育学年報第2巻』 （1997年）
- 『高校教育制度の変容と教育機会の不平等 -教育拡大のもたらしたもの-』　岩本健良編『教育機会の構造(1995年SSM調査シリーズ9)』　科学研究費補助金(特別推進研究1)「現代日本の社会階層に関する全国調査」成果報告書 （1998年）
- 『高校生にとっての進路選択-学校タイプ決定論の限界-』　尾嶋史章編『現代高校生の進路と生活-その構造と変容-』科学研究費補助金(基盤研究C2)研究成果報告書 （1998年）
- 『教育機会の格差は縮小したか-教育環境の変化と出身階層間格差』　近藤博之編『日本の階層システム3戦後日本の教育社会』東京大学出版会 （2000年）
- 『高校教育課程に関する先行研究の検討』　荒井克弘編著『学生は高校で何を学んでくるか』大学入試センター研究開発部共同研究報告書2000 （2000年）
- 『普通科高校における教育課程の「多様化」』(共著)　荒井克弘編著『学生は高校で何を学んでくるか』大学入試センター研究開発部協同研究報告書2000 （2000年）
- 『地方別にみた普通科高校の教育課程』(共著)　　　　荒井克弘編著『学生は高校で何を学んでくるか』大学入試センター研究開発部協同研究報告書2000 （2000年）
- 『多様化政策下における普通科高校教育課程の実証的研究』　「大学入試センター研究紀要」 （大学・研究所等紀要、2002年）
- 『現代高校生の学習意欲と進路希望の形成－出身階層と価値志向の効果に注目して-』　『教育社会学研究』 （学術雑誌、2002年）

## 所属学会
- 日本教育社会学会
- 日本社会学会
- 日本高等教育学会
- 日本教育行政学会